# William Baumol
William Baumol, né le 26 février 1922 à New York et mort le 4 mai 2017 dans la même ville, est un économiste américain.
Il est professeur à l'université de New York à partir de 1971 et conserve jusqu'à sa mort une affiliation d'économiste-chercheur avec l'université de Princeton où il a été professeur entre 1949 et 1992. Ses travaux prolifiques concernent principalement le marché du travail et d'autres facteurs qui influencent l'économie, dont l'entrepreneuriat. Il est aussi un auteur important en histoire de la pensée économique.
Ses outils d'analyse sont néoclassiques.

## Biographie
William Baumol obtient son doctorat à l'université de Londres en 1949. De 1949 à 1992, il est professeur d'économie à l'université de Princeton, où il est resté économiste-chercheur et professeur émérite jusqu'à son décès.  En 1971 il devient professeur d'économie à l'université de New York où il est également directeur du centre C.V. Starr d'économie appliquée. Il a été président de l'American Economic Association, de l'Association of Environmental and Resource Economists, de l'Eastern Economic Association, et de l'Atlantic Economic Society. Il est membre de la National Academy of Sciences.
Il a publié plus de 35 livres, et plus de 500 articles dans des revues spécialisées.
William Baumol est mort le 4 mai 2017.

## Travaux

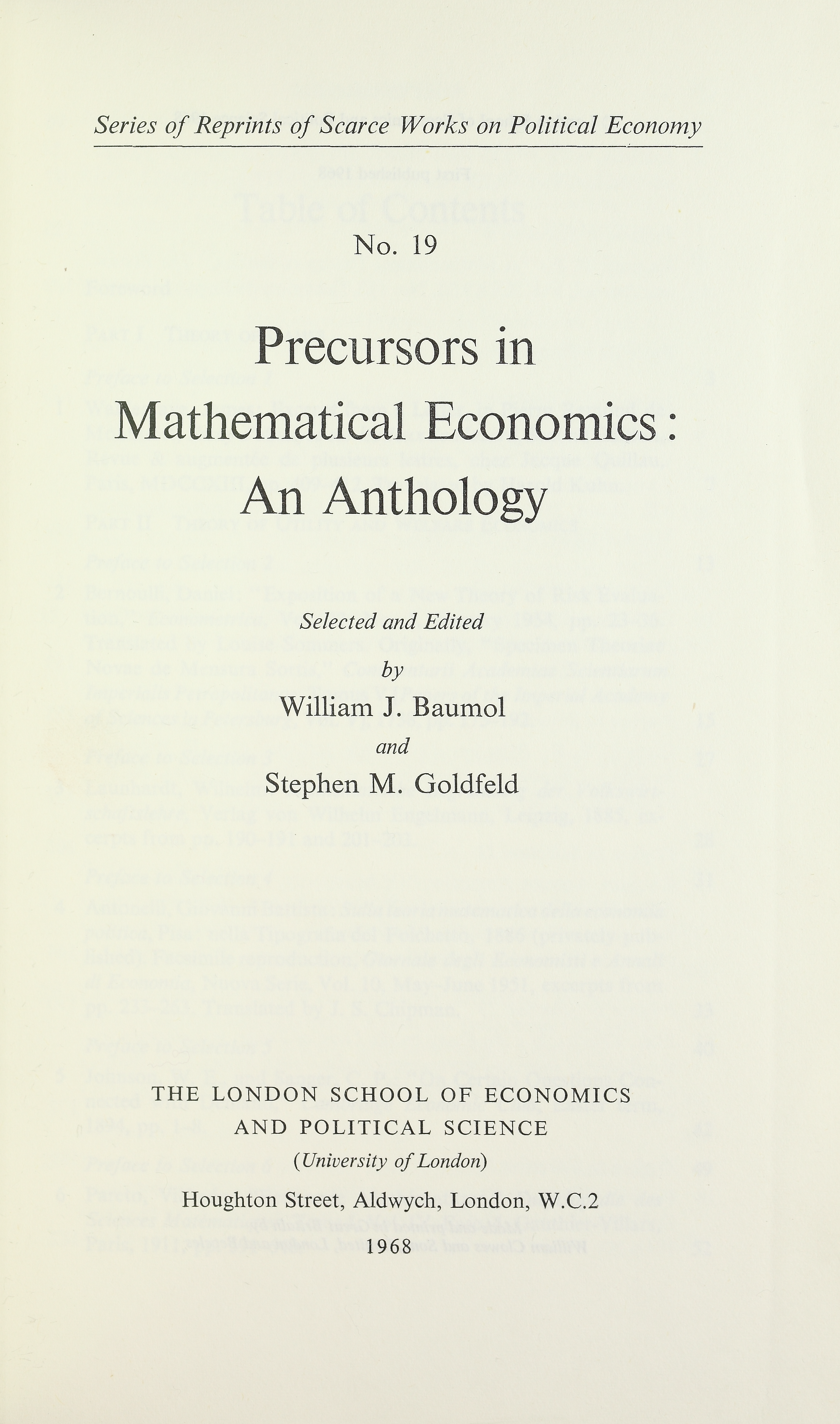
Precursors in mathematical economics (1968).

Dans un article publié en 1967 dans l'American Economic Review (Macroeconomics of Unbalanced Growth: The anatomy of urban crisis), William Baumol formule la première version généralisée de ce qui deviendra la loi de Baumol ou « maladie des coûts » : dans une économie divisée en deux secteurs, un secteur industriel où la productivité croît continuellement, et un secteur de services où elle ne croît pas (il avait pris l'exemple des arts du spectacle dans un article précédent), le prix relatif de la production dans ce dernier secteur croît indéfiniment, ce qui peut entraîner soit une diminution de la consommation des biens ou services produits par ce secteur, soit une augmentation de sa part relative dans le coût total de la consommation.
Dans les années 1970, il s'intéresse au rôle des entrepreneurs dans l'activité et la croissance économique, et il modélise ce rôle dans le cadre de l'analyse néoclassique. Il expose en 1982 (avec Panzar et Willig) sa théorie des marchés contestables. Selon cette théorie, il n'est pas nécessaire qu'un marché soit atomistique pour qu'il fonctionne selon les règles de la concurrence pure et parfaite, il suffit qu'il soit contestable, c'est-à-dire que l'on puisse y entrer et en sortir librement et sans coût : les producteurs présents sur le marché sont alors contraints de pratiquer des prix concurrentiels pour dissuader l'arrivée de concurrents.
Reprenant les travaux de Schumpeter sur l'innovation, Baumol insiste sur le rôle de l'innovation dans la concurrence entre firmes : pratiquer de faibles prix ne protège pas contre les entreprises innovantes, ce qui explique que les firmes consacrent un budget croissant a la recherche-développement. Pour Baumol, le processus d'innovation est aujourd'hui « routinisé » (routinized), et la recherche devient alors un investissement comme un autre.
Il est coauteur (avec James Tobin) du modèle Baumol-Tobin, qui décrit la demande de monnaie d'un ménage et reprend des intuitions de Maurice Allais. Le ménage doit répartir ses actifs entre épargne (peu liquide) et monnaie (liquide) afin d'effectuer ses transactions. Le modèle décrit un optimum entre deux désirs : d'une part, l'épargne est profitable et pas l'argent liquide, ce qui pousse le ménage à conserver le maximum d'actifs sous forme d'épargne et à faire un grand nombre de petits retraits d'argent ; d'autre part, chaque retrait a un coût (ne serait-ce qu'en temps dépensé), ce qui le pousse à faire un petit nombre de retraits plus importants.

## Œuvre
- The Free-Market Innovation Machine, Princeton University Press, 2002

### Sources
- (en) Biographie de William Baumol (Université de New York)
- (en) Gunnar Eliasson et Magnus Henrekson, William J. Baumol: An Entrepreneurial Economist on the Economics of Entrepreneurship, dans SSE/EFI Working Paper Series in Economics and Finance, n° 532, 22 août 2003